# 왕립합동군사연구소

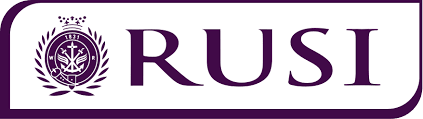

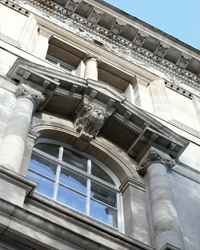

왕립합동군사연구소(王立合同軍事研究所, Royal United Services Institute, RUSI)는 영국의 국제 안보 씽크탱크이다.

## 역사
회장(president)은 영국 왕족인 켄트 공작 에드워드이다. 조지 5세의 손자로, 엘리자베스 2세의 사촌동생이다.
1831년 설립되었다. 세계에서 가장 오래된 군사 안보 씽크탱크이다. 제1대 웰링턴 공작 아서 웰즐리의 구상으로 만들었다. 웰링턴 공작은 워털루 전투를 승리하여 나폴레옹을 죽였으며, 그 성과로 영국 총리가 되었다. 1831년 설립, 약 2세기 동안 RUSI는 영국정부는 물론 미국에도 영향력을 미치는 국방, 군사, 안보 싱크탱크이다.
2019년 2월 11일, 개빈 윌리엄슨 영국 국방장관은 싱크탱크인 왕립합동군사연구소(RUSI)에서 한 연설에서 브렉시트(Brexit, 유럽연합 탈퇴) 이후 영국의 군사전략을 설명하면서, F-35B 스텔스 전투기를 탑재한 최신예 항공모함 HMS 퀸 엘리자베스 (R08)를 태평양 분쟁 수역에 파견하겠다고 밝혔다.
2019년 2월 19일, RUSI 소속 연구원이자 영국 전직 외교관 출신이자 중국 전문가인 찰스 파튼은 ‘영국에 대한 중국의 영향과 간섭’에 대한 보고서에서 "영국정부가 화웨이를 도입하는데 신중해야 한다"고 주장했다.
2019년, 중국의 대만 침략 가능성에 대해, 영국 '왕립합동군사연구소'(RUSI)의 싯다르트 카샬 연구원은 "대만 공군은 중국군을 막기 위해서 인민해방군 해병대 상륙 부대의 약 40%만 침몰시키면 되는 셈"이라며 이는 군함 10∼15대에 해당한다고 밝혔다.